# Luz Celenia Tirado
Luz Celenia Tirado (Guánica, Puerto Rico, 1 de agosto de 1928 - San Germán, 30 de mayo de 2022) fue una cantante y compositora de música tradicional puertorriqueña.

## Trayectoria artística
Aunque nació en el barrio Limón de Guánica, a los pocos días su familia se fue a vivir al barrio Santa Rosa de San Germán, donde residió toda su vida. Fue una de las primeras cantantes de los programas jíbaros de la radio de Mayagüez, grabó polémicas con cantantes jíbaros de décimas como Germán Rosario. Odilio González llegó a cantar durante su trayectoria unas cien composiciones de Luz Celenia Tirado. 
En los primeros años 70, la discográfica BMC Records editó dos álbumes exclusivamente con composiciones suyas: "La Lloroncita interpreta a Luz Celenia" y "José Ángel Ortiz «El Cartero Que Canta» interpreta a Luz Celenia". Hasta 2005 habría grabado cerca de una decena de álbumes.
Fue conocida como la "Dama de la Trova" o "La Jíbara de Las Lomas". Fundó la Escuela de Niños Trovadores y en 2014 el municipio de San Germán le dedicó una calle en su homenaje.

## Composiciones
- Quetcy Alma Martínez «La Lloroncita»: "El sentir de todos", "Noche borincana", "Risas y llanto" y las décimas "Papito en Vietnam" (Pop Art, 1967); "Mi cariño se está muriendo" (Futuro, 1969).
- Lucha Villa: "Una tercera persona" (Musart, 1967).
- Aníbal Ángel, pianista colombiano: "Tú no sabes querer" (Fuentes, 1968).
- José Miguel Class: "Si no hubiera Dios" (Liznel, 1972).
- Sophy: "La tierra donde se nace" (Velvet, 1986).
- El Súper Trío en voz de Luis Valentín: "Más de mil veces" (Campo, 1988).
- Felipe Rodríguez «La Voz» y su Trío Los Antares: "Ultimátum" (xxx/ Utar, 1988).
- Trío Los Condes: "Tilín, tilín navideño", guaracha (Gema, 1973).
- Anthony Ríos: "Dos lazos" y "Eres todo para mí" (Montaño, 1998).
- Odilio González: "Oración campesina" y "Por retenerte", entre muchas otras.
- La Calandria: "Oración campesina".